# 裴茂 (唐朝)
裴茂（?—?），唐朝官员，官至淮南采访使判官。
唐肃宗至德元载（756年），唐玄宗的儿子永王李璘在江南作乱。淮南采访使李成式与河北招讨判官李铣合兵讨伐李璘。李成式派判官评事裴茂率广陵步卒三千，驻扎在瓜步洲伊娄埭，抵御李璘。裴茂至瓜步洲，广张旗帜，列于长江沿岸。至德二载（757年）二月二十日，永王李璘兵败被俘，秘密被杀死于传舍。